# Double Vue (album de Charlélie Couture)
Pour le film de Mark Peploe, voir Double Vue (film). Pour le téléfilm de Christophe Douchand, voir Double Vue (téléfilm).
Albums de Charlélie Couture
109 (Poèmes électro)
(2001) New YorCœur
(2006)
Singles
1. Appel à l'aide (Les peurs)
Sortie : 26 juillet 2004
2. Imbécile heureux
Sortie : 24 janvier 2005
3. Gangsters
Sortie : 16 mai 2005

Double Vue  est un album de Charlélie Couture sorti le 8 novembre 2004,.

## Liste des titres
Toutes les chansons sont écrites et composées par CharlÉlie Couture et Dombrance, sauf mention contraire.
| No  | Titre                      | Auteur                                                       | Durée |
| --- | -------------------------- | ------------------------------------------------------------ | ----- |
| 1.  | Killer Zoom Zoom           | CharlÉlie Couture / Naïche                                   | 4:16  |
| 2.  | Appel à l'aide (Les peurs) |                                                              | 3:19  |
| 3.  | Imbécile heureux           | Charlélie Couture / Dave Mezee, Leroy Chambers, Mo' Benjamin | 3:16  |
| 4.  | Gangsters                  | CharlÉlie Couture / Mathias Delplanque                       | 3:40  |
| 5.  | Ballade en ruine           |                                                              | 4:16  |
| 6.  | Eugène le gène             | CharlÉlie Couture / Usthiax B                                | 3:16  |
| 7.  | Sers toi de moi            | Charlélie Couture / Alice Botté                              | 3:15  |
| 8.  | Moit' Moit'                |                                                              | 3:00  |
| 9.  | Estelle a disparu          | Charlélie Couture                                            | 3:36  |
| 10. | Tourne en rond             |                                                              | 4:03  |
| 11. | Je meurs d'en vie          | Charlélie Couture / Charlie O.                               | 4:07  |
| 12. | Flying Message (remix)     | Charlélie Couture / Gregsky                                  | 3:52  |

## Personnel

### Musiciens
- Charlélie Couture : chant, claviers
- Dombrance : chœurs, guitares, programmation
- Karim Attoumane : guitares
- Serge Salibur : basse
- Régis Savigny : guitare
- Florent Savigny : batterie
- Vincent Bucher : harmonica
- Usthiax B
- Naïche : programmation
- Alice Botté : guitare, synthétiseur
- Mathias Delplanque : programmation
- Gregsky : saxophone
- Jan Schumacher : trompette
- Leroy Chambers
- D. Mezée
- Mo Benjamin
- DJ Konic : scratches
- Elvis Chedal Danglay : batterie, percussions
- Myriam Betty, Yamée Couture : chœurs

### Production
- Dombrance : mixage
- Howie Weinberg : masterisation